# 82 Близнецов
82 Близнецов (лат. 82 Geminorum), HD 63208, HD 63209 — двойная или кратная звезда в созвездии Близнецов на расстоянии (вычисленном из значения параллакса) приблизительно 677 световых лет (около 208 парсеков) от Солнца. Видимая звёздная величина звезды — +6,2m.

## Характеристики
Первый компонент — оранжевый гигант спектрального класса K0III. Радиус — около 12,13 солнечных, светимость — около 163,95 солнечных. Эффективная температура — около 4799 К.
Второй компонент — белая звезда спектрального класса A0IV.